# Jean-Jacques Gautier
Pour les articles homonymes, voir Gautier.
Jean-Jacques Gautier, né à Essômes-sur-Marne (Aisne) le 4 novembre 1908 et mort à Paris 4e le 20 avril 1986, est un journaliste français, romancier, critique dramatique et cinématographique, lauréat du prix Goncourt et membre de l'Académie française.

## Biographie
Jean-Jacques Gautier est normand par son père, pharmacien à Dieppe, et champenois par sa mère. Il commence sa carrière à L'Écho de Paris en 1934, où il devient secrétaire de la rédaction. Il travaille comme secrétaire de rédaction à L'Époque jusqu'en 1939.

Mobilisé, il est fait prisonnier jusqu’en 1941, date de sa libération en qualité d’infirmier. Entre 1941 et 1942, il envoie de Paris des chroniques parisiennes et théâtrales qu’il signe « Le Boulevardier » au Figaro replié à Lyon. À la Libération, il reprend son activité critique au Figaro, désormais régulière, et où sa plume assassine est redoutée : 

« Ses goûts coïncident très exactement avec ceux des lecteurs bourgeois du Figaro. Ses jugements sont sans appel. »

Cela lui attire de nombreuses critiques ; ainsi, pour Armand Salacrou, n'est-il qu'un « critique thermomètre » qui juge en fonction du succès escompté.
En 1946, il obtient le prix Goncourt pour son deuxième roman, Histoire d'un fait divers. La même année, il devient brièvement, par l'entremise d'Édouard Bourdet, directeur des théâtres et de la musique, secrétaire général de la Comédie-Française.
En 1970, il reçoit le prix littéraire Prince-Pierre-de-Monaco pour l’ensemble de son œuvre.
En 1972, il est élu membre de l’Académie française.
En 40 ans (1945-1985), il publie une vingtaine de textes, romans, essais, et recueils de critiques. Deux textes sont publiés après sa mort en 1986.

### Vie privée
En 1946, il épouse Gladys Lynn (1922-2002), fille d'Henry Roussel et d'Emmy Lynn. À l'époque de leur rencontre, celle-ci est comédienne au théâtre et au cinéma mais elle lui sacrifie sa carrière. Dans un roman posthume de 2003 (Il faut que je parle à quelqu'un), il fait la chronique de son histoire conjugale, bouleversée en 1958 par la rencontre de la comédienne Annie Ducaux (Wanda dans le livre) avec qui il vit une passion tumultueuse et « navrante » (dernier mot du document publié). Le manuscrit est préservé par sa veuve qui, croyant « à la valeur de ce texte », laisse sa filleule Martine Pascal le publier après sa propre mort. Dans une note liminaire, il annonce n'avoir « jamais rien écrit de plus authentique, de plus sincère, même si c'est odieux. »

## Œuvres
- L'Oreille, 1945
- Histoire d'un fait divers, prix Goncourt, 1946
- Les Assassins d'eau douce, 1947
- Le Puits aux trois vérités, 1949
- La Demoiselle du Pont-aux-Ânes, 1950
- Paris sur scène, illustrations de Sennep, 1951
- Nativité, 1952
- M'auriez-vous condamné ? 1952
- Maria-la-Belle, 1954
- C'est tout à fait moi, 1956
- Vous aurez de mes nouvelles, 1957 (prix de la nouvelle)
- Si tu ne m'aimes pas je t'aime, 1960
- C'est pas d'jeu ! 1962
- Deux fauteuils d'orchestre, 1962
- La Comédie française, 1964
- Un homme fait, 1965
- La chambre du fond, 1970
- Une femme prisonnière, 1968
- Théâtre d'aujourd'hui, dix ans de critique dramatique, et des entretiens avec Moussa Abadi sur le théâtre et la critique, illustrations de Sennep, 1972
- Cher Untel, 1974
- Je vais tout vous dire, 1976
- Âme qui vive, 1978
- Face, trois quarts, profil, 1980
- Dominique, 1981
- Une amitié tenace, 1982
- Le Temps d'un sillage, 1985
- Mon dernier livre n'aura pas de fin, préface de Jean-Louis Curtis, 1988 (posthume)
- Il faut que je parle à quelqu'un, 2003 (posthume)

## Postérité
Un prix Jean-Jacques-Gautier est attribué depuis 1989 par la Société des auteurs et compositeurs dramatiques (SACD).